# ポカリスエットU-12サッカーリーグ
 ポカリスエットU-12サッカーリーグは、日本サッカー協会が主催する、日本サッカー協会第4種（小学生年代）チームを対象としたサッカー大会である。

## 概要
2009年から小学生年代の選手の健全な育成を目指してスタート、現在全国で20ほどの地域で実施されている。この「ポカリスエットU-12サッカーリーグ」は、U-12年代の選手の健全な育成を目指して大勢の子ども達がたくさんの試合を経験できるよう、U-11、U-10の年代については8人制を、U-12に対しても少人数制を推奨している。
大会名称からもわかるように大塚製薬が特別協賛しており、同リーグに参加する各チームには大塚製薬からポカリスエットが提供される。

## 大会の仕組
- 平成22年度（財）日本サッカー協会競技規則に準ずる。
- 競技者数は8人制（7人+GK）。交代はフリーとする。
- コートの広さは、68m×50mを基準とする。
- 試合時間は、30分とし5分のインターバルをとる。
- ゴールは少年用ゴールとする。
- ボールは4号手縫いボールを使用する。
- 選手はレガースを着用すること。取替え式のスタッドのスパイクは使用出来ない。